# Buprestis salisburyensis
Buprestis salisburyensis är en skalbaggsart som beskrevs av Herbst 1801. Buprestis salisburyensis ingår i släktet Buprestis och familjen praktbaggar. Inga underarter finns listade i Catalogue of Life.